# الطاهر جاووت
الطاهر جاووت (وُلد سنة 1954وتوفي سنة 1993) شاعر وروائي وصحفي جزائري اُغتيل إبان العشرية السوداء في الجزائر.

## النشأة
ولد الطاهر جاووت في 11 يناير 1954 بقرية أولخو ببلدية أيت شفعة الساحلية ضواحي أزفون، في منطقة القبائل. في سنة 1964 انتقلت عائلته إلى الجزائر العاصمة، في سنة 1971 درس في ثانوية عقبة بن نافع بباب الوادي، وفي 1974 تحصل على شهادة البكالوريوس في الرياضيات في جامعة الجزائر العاصمة أحرز شهادة ليسانس في الرياضيات ليتعرف بعد ذلك على الشاعر حميد تيبوشي.

## مع الصحافة
دخل الطاهر جاووت مهنة الإعلام لحاجته في كسب عيشه، قبل أن يتخصص في الكتابة الصحفية السياسية، غداة منع «مثله الأعلى» مولود معمري من تنشيط محاضرة حول الشعر القديم بجامعة تيزي وزو سنة 1980.
ما بين 1976 و1977 ساهم الطاهر جاووت بكتاباته في الملحق الثقافي لصحيفة المجاهد، في عام 1979 أنهى الخدمة العسكرية، وعاد مجددا للكتابة في جريدة المجاهد ثم تزوج.
بين 1980 إلى 1984 عمل كمسؤول على القسم الثقافي في المجلة الأسبوعية (الجزائر الأخبار) ونشر العديد من المقالات عن الرسامين والنحاتين.
في 1985 تلقى الطاهر جاووت منحة دراسية لمواصلة دراسته في باريس تخصص علم المعلومات وٱستقر مع زوجته وبناته في شقة صغيرة للغاية بمنطقة ليلاس.
في 1987 عاد مرة أخرى إلى الجزائر العاصمة واستأنف تعاونه مع «الجزائر الأخبار». في حين أنه يستمر في العمل لرفع الوعي الفنانين الجزائريين أو الأصل الجزائري في المهجر.
في سنة 1992 غادر الطاهر جاووت الجزائر الأخبار ليأسس مع رفاقه السابقين أرزقي مترف وعبد الكريم جعاد أسبوعية القطيعة ليصبح مديرها فيما بعد في 16 يناير 1993.

## بداية العشرية السوداء في الجزائر
بعد الإنقلاب العسكري في 11 يناير 1992 بالجزائر، كانت المخابرات الجزائرية في أزمة كبيرة، والضغوط الدولية لما بعد الانقلاب تتطلب تعبئة واسعة لقوة جديدة وجبهة قادرة أن تحوي الردود السلبية الآتية من الخارج وكذا من الداخل، إن جبهة الدفاع عن قيم الجمهورية والتي ستسمى فيما بعد «بالمجتمع المدني» كانت تحتاج إلى قوى محركة تستطيع خلق دفع في ٱتجاه السياسة التي يريدها الجنرالات. خلال هذه الفترة فقد قطع السعيد سعدي وخليدة مسعودي شوطاً كبيراً في تحقيق مثل هذا المشروع وذلك بقيادة الحركة من أجل الجمهورية (MPR)، ولكن كان يجب ضمان انضمام أكبر عدد من المثقفين الفرانكوفونيين طبعا لإعطاء مصداقية أكبر للحركة، إن الغرب بصفة عامة وفرنسا بصفة خاصة هو أكثر حساسية بالنسبة لنداء المثقفين ذوي الثقافة الفرنسية، لهذا السبب ركز إسماعيل العماري جهوده على هذه الطبقة الخاصة من المثقفين القادرة على تصدير بسهولة أطروحات السياسية.
كثير من المثقفين شاركوا طبيعيا في هذه التعبئة الكبيرة لأسباب مبدئية أو قرابة سياسية، رشيد بوجدرة ورشيد ميموني وآخرين شاركوا في هذا المعرض "للحفاظ" على الديموقراطية، ولكن كثير منهم بقوا على الهامش مفضلين متابعة الأحداث عن بعد خلال هذه الفترة المضطربة. انتقل الطاهر جاووت من الحقل الأدبي إلى الحقل السياسي بعد ظهور الجبهة الإسلامية للإنقاذ الجزائرية، لقد ترجم جيدا على الورق ذهنية المعركة التي يحضرها جنرالات وزارة الدفاع الوطني، والفرق الوحيد أن جاووت يفكر كشاعرا ويكتب بسذاجة وبكل المشاعر التي يمكن أن تجتمع عند شاعر، بالنسبة له فإن القطيعة يجب أن تكون مع كل صور التسلط سواء الديني منه أو العسكري، كان ينوي حتى في إنشاء جمعية للدفاع عن حرية الصحافة بسبب التضييقات المفروضة على نشر الأخبار، أما الجنرالات فهم أكثر واقعية ويجب أن ينجحوا مخطط المخ" (الجنرال محمد تواتي) وذلك مهما كانت النتائج.

## الطاهر جاووت والمخابرات
أرادت المخابرات الجزائرية استمالة الطاهر جاووت إليها، بالنسبة لإسماعيل العماري الذي كان مشغولا بتحضير الآلة الجهنمية للرد والاضطهاد فإن الطاهر جاووت هو كنز وقطب يمكن أن يجلب إليه شخصيات من العالم كله.
كان جاووت معروفا لدى مصالح المخابرات، وجانبه المثالي هو الذي يطرح إشكالا، لقد تم الاقتراب منه من قبل لكنه رفض كلية التعارن مع المخابرات، وهذه المرة فإسماعيل شخصيا الذي يتابع الملف، أمر بتحقيق دام عدة أسابيع لمحاولة إيجاد ثغرة لكن بدون جدوة. الموضوع بلور كما يقال ولذا كان التجنيد صعبا، كلف إسماعيل عونا آخر «قبائلي» لجنس النبض ومحاولة جلب الطاهر إلى المعركة، كان جواب هذا الأخير نهائي «أتصرف حسب ما يمله ضميري».
بالنسبة لإسماعيل العماري فإن جاووت ورقة رابحة في كل الأحوال ومهما كانت اللعبة و«ما دام رفض التعاون مع المخابرات حيا سيفعل ذلك ميتا».

## إغتياله
كان الطاهر جاووت شديد الانتقاد للإسلاميين، وكتب عام 1992: «كيف لشباب كانت رموزه تشي غيفارا، أنجيلا ديفيس، كاتب ياسين، فرانز فانون، وشعوب تناضل من أجل الحرية والجمال والنور، أن يخلفه شباب يتخذ من دعاة متطرفين ومبشرين بالكراهية والموت، آلهة له؟»، مما جعل المتطرفين يصفونه بالشيوعي، و هي نفس التهمة التي كانوا يصفون بها الصحفي المقتول إسماعيل يفصح
يوم 25 ماي 1993 نشر الطاهر جاووت مقالا تحت عنوان «العائلة التي تتقدم، العائلة التي تتأخر»، وهو مقال ينتقد فيه الإسلاميين في الجزائر بشكل صريح . 
غادر عام 1992 جريدة "الجزائر-أحداث" ليؤسس مع بعض رفاقه السابقين، من بينهم أرزقي مترف وعبد الكريم جعاد، أسبوعيته الخاصة: ظهر العدد الأول من "روبتير" (Ruptures) التي تولى إدارتها، في 16 يناير 1993.
في 26 مايو 1993، تعرّض الطاهر جاووت لمحاولة اغتيال أمام منزله في باينام، غرب الجزائر العاصمة، حيث أُصيب برصاصتين في الرأس من مسافة قريبة. نُسبت العملية، وسط ظروف مشكوك فيها، إلى الجبهة الإسلامية للإنقاذ (الفيس)، رغم ما كشفه التحقيق من تناقضات في الاتهامات الرسمية. وكان العدد 20 من أسبوعيته قد صدر للتو، وكان بصدد إنهاء إعداد العدد 22.
يوم 2 يونيو 1993 توفي الطاهر جاووت في مستشفى عين النعجة العسكري بعد أن قضى أسبوعاً في غيبوبة، ودُفن بمسقط رأسة يوم 4 جوان 1993.
```
 ونشر أحد منشورات الفيس أنه «شيوعي ويكنّ كراهية دفينة للإسلام». وتُنسب إليه عبارة: «إذا تكلمت تموت، وإذا سكت تموت، إذًا تكلم ومت»، والتي تكررت كثيرًا في التكريمات التي أُقيمت له، رغم أنها لا تظهر في أي من مؤلفاته حسب المتوفر.
```

بعد اغتياله، أطلق "ملتقى الآداب" في ستراسبورغ (فرنسا) دعوة لإنشاء هيئة لحماية الكُتاب. وقد جمعت هذه المبادرة أكثر من 300 توقيع، وكانت نواة تأسيس "البرلمان الدولي للكتّاب".

## لجنة الحقيقة
في 1 جوان 1993 بث التلفزيون الجزائري -القناة التلفزيونية الجزائرية الوحيدة آنذاك- خلال نشرة أخبار الثامنة ذات الإقبال الواسع في تلك الظروف الحالكة، بث اعترافات مسجلة لشاب مرتعش متأثرا بالتعذيب لا يتعدى 28 سنة من العمر قالت إنه السائق الذي قاد سيارة المجموعة التي اغتالت الطاهر جاووت. واعترف هذا الشاب أن الأمر بتصفية الطاهر جاووت صدر من ”أحد أمراء الجماعة الإسلامية المسلحة”، هو مصلح هياكل السيارات، تنفيذا لـ”فتوى” في حق الطاهر جاووت لأنه ”كان شيوعيا وكان له قلم رهيب يؤثر في المسلمين” ! ثم أعطى أسماء شركائه الأربعة الآخرين ومن جملتهم المُتكلم ”بائع الحلوى” الذي كان يقود المجموعة. كان هذا الشاب هو الوحيد الذي نجا من اشتباك مسلح حسب رواية قوات الأمن.
بعد دفن الطاهر جاووت تجمع حوالي 20 من المثقفين والفنانين وأطباء، وأسسو لجنة الحقيقة حول مقتل الطاهر جاووت، وفي بيان لها نُشر في 7 جوان 1993 طالبت اللجنة «الدعم من الرأي العام الوطني ودعته إلى الوقوف بجانبها في سعيها هذا في بلاد لا تتوقف عن مسح دموعها وعن تضميد جراحها وتسجل يوميا العشرات من القتلى» وأضاف البيان «الكثير من الاغتيالات ما تزال من دون عقاب وصور القاتل في الشاشة لن تقنعنا بالحقيقة» من بين الموقعين على البيان كان هناك الأستاذ الطبيب النفسي محفوظ بوسبسي، والكاتب رشيد ميموني والصحافيان عمر بلهوشات والسعيد مُقبل.
إنشاء لجنة الحقيقة كانت خطوة غيرة منتظرة لإسماعيل العماري، وفكرة اللجنة وحدها أغضبته كثيراً خاصة وأن الصحافيين قد تابعوا هذه اللجنة التي تطرح أسئلة محرجة جدا، وليس من الصدف أن أحد موقعي البيان اللجنة محفوظ بوسبسي قد اغتيل بوحشية يوم 15 جوان 1993 بطعنات خنجر أمام مستشفى دريد حسين للأمراض العقلية حيث كان يرأس أحد الأقسام الطبية، وفي 3 ديسمبر 1994 اغتيل السعيد مُقبل بدوره في عزّ النهار وسط العاصمة، أما رشيد ميموني وعمر بلهوشات فلقد نجيا من عمليات اغتيال كادت أن تودي بحياتهما.
في بداية يوليو 1994 أمام المحكمة الخاصة في الجزائر أنكر المتهم بقتل الطاهر جاووت كل التهم التي اعترف بها سابقا وقال إنها أخذت تحت التعذيب، وبرهن محامي بائع الحلويات وبسهولة على براءة موكله، ودليل ذلك أنه كان يلعب مباراة في كرة السلة في بلدية بن عكنون أثناء وقوع الجريمة، فما كان من القاضي إلا إطلاق سراح المجرم المزيف، أما الشركاء المفترضين الآخرين وكالعادة و«حسب البلاغ الرسمي» فقد تم القضاء عليهم فيما بعد في عمليات الشرطة.
بعد وفاته عرضت هيئة الاذاعة البريطانية فيلما وثائقيا عنه بعنوان «رماية لكاتب المقال»، الذي قدمه سلمان رشدي.

## مقولته المشهورة
| الطاهر جاووت   | إذا تكلمت تموت وإذا سكت تموت، إذن تكلّم ومُت. | الطاهر جاووت |
| — الطاهر جاووت |                                             |              |

## من أعماله
- المدار الشائك (قصائد) صدر 1975
- القوس حامل الماء (قصائد) صدر 1978
- قاطن الجزيرة وشركائه (قصائد) صدر 1980
- العصافير المعدنية (قصائد) صدر 1991
- امرأة منزوعة الملكية (رواية) صدر 1981
- البحث عن العظام (رواية) صدر 1984[8]
- فخاخ الطيور (مجموعة قصصية) صدر 1984
- اختراع الصحراء (قصة قصيرة) صدر 1987
- العسس (رواية) صدر 1991 نالت جائزة البحر المتوسط بفرنسا
- الكلمات المهاجرة (ديوان شعري) صدر 1984[9][10]
- الصيف الأخير للعقل. (رواية) صدر 1999
- الانقلاب على الجدار الشائك، (قصائد)

## تكريمات
سمي مركز الصحافة بالجزائر (دار الصحافة) باسمه 

## الأوسمة
- وسام العهد برتبة جدير من وسام الاستحقاق الوطني الجزائري.[12]